# Fauve Azur Yaoundé
Der Fauve Azur Football Club de Yaoundé, auch einfach nur Fauve Azur Yaoundé oder Fauve Azur Elite, ist kamerunischer Fußballverein aus Yaoundé. Aktuell spielt der Verein in der ersten Liga, der MTN Elite one.

## Stadion
Der Verein trägt seine Heimspiele im Stade de Ngoa Ekélé in Yaoundé aus. Das Stadion hat ein Fassungsvermögen von 5000 Personen.